# Ate (mitología)
En la mitología griega, Ate o Atea (en griego antiguo, Ἄτη: ‘ruina’, ‘insensatez’, ‘engaño’) era la diosa de la fatalidad, personificación de las acciones irreflexivas y sus consecuencias. Típicamente se hacía referencia a los errores cometidos tanto por mortales como por dioses, normalmente debido a su hibris o exceso de orgullo, que los llevaban a la perdición o la muerte.

## Mitología
En la Ilíada, se dice que Ate es la hija mayor de Zeus, sin mencionarse madre alguna. Instigada por Hera, Ate usó su influencia en Zeus para que este jurase que el día que naciera un mortal descendiente suyo, este sería un gran gobernante. Hera inmediatamente retrasó el nacimiento de Heracles y provocó el de Euristeo prematuramente, logrando así que este obtuviese el poder destinado al primero. Encolerizado, Zeus arrojó a Ate a la tierra para siempre, prohibiendo que volviese al cielo o al Olimpo. Ate vagó entonces por el mundo, pisando las cabezas de los hombres en lugar de la tierra, provocando el caos entre los mortales. 
También en la Ilíada se refiere Fénix a Ate al hablarle a Aquiles: 

ésta es robusta, de pies ligeros y por lo mismo se adelanta, y recorriendo la tierra, ofende a los hombres.

Se dice también en esa obra que es importante entregarle a Ate ofrendas, que impiden su intervención y la alejan.
En su Teogonía, Hesíodo afirma que la madre de Ate es Eris (Discordia), pero no menciona a ningún padre. Algunos autores, pues, la consideran hija de Zeus con Eris.
Las Litaí (‘oraciones’) iban en pos de Ate, pero ella era rápida y las dejaba muy atrás.
Apolodoro afirma que cuando fue arrojada por Zeus, Ate cayó en una montaña de Frigia, que fue bautizada con su nombre. Más tarde Ilo, persiguiendo una vaca, fundó allí la ciudad de Ilión, esto es, Troya. Esta bonita floritura está cronológicamente reñida con la fecha en la que según Homero ocurrió la caída de Ate.
En las Dionisíacas de Nono, Hera incita a Ate para persuadir a Ámpelo, un joven a quien Dioniso amaba apasionadamente, para que impresionase a este cabalgando un toro. Ampelo acabó por caerse del mismo, rompiéndose el cuello, siendo entonces transformado en vid.
En las obras de escritores clásicos Ate aparece bajo una luz diferente: venga los actos malvados e inflige justos castigos a los delincuentes y su posteridad, de tal forma que su personalidad es casi la misma que la de Némesis y las Erinias. Aparece con mayor protagonismo en los dramas de Esquilo, y con menor relevancia en los de Eurípides, donde la idea de Dice (Justicia) está más completamente desarrollada.
En su obra Julio César, Shakespeare presenta a Ate como una invocación de la venganza y la amenaza. Marco Antonio, lamentando el asesinato de César, imagina así al espíritu del occiso:

[...] pidiendo venganza, con Ate a su lado llegará ardiendo del Infierno, gritará en estos confines con voz de monarca “¡Caos!” y soltará los perros de la guerra [...]

La equivalente de Ate en la mitología romana es Nefas (Error).